# Della Griffin
Della Griffin (* 12. Juni 1922 in Newberry, South Carolina als Ardella Gilliam; † 9. August 2022 in New York City, New York) war eine US-amerikanische Jazzsängerin und Schlagzeugerin. Unter dem Namen Della Simpson war sie in den 1950er Jahren Mitglied in zwei der ersten weiblichen Rhythm-and-Blues-Gruppen, The Enchanters und The Dell-Tones.

## Werdegang
Griffin war die Tochter von William und Mary Gilliam, sie war das neunzehnte von zwanzig Kindern. Sie wurde in Newberry, South Carolina geboren und wuchs als Jugendliche in New York City auf.
Sie bewunderte Count Basie, Charlie Barnet und insbesondere Billie Holiday sehr und wurde von ihnen künstlerisch beeinflusst. Sie fing im Alter von 12 Jahren an zu singen, spielte aber auch Schlagzeug, Altsaxophon und Klavier. Sie absolvierte 1943 die Jamaika High School in Queens, New York City, und fing ein paar Jahre danach an, professionell zu singen.
1950 beschlossen Della Griffin und Frances Kelley, eine Gesangsgruppe zu bilden. Die beiden Frauen kannten sich von ihrer gemeinsamen Arbeit in einer Fabrik, die Schulterpolster herstellte. Die Gesangsgruppe wurde durch Pearl Brice, Dellas Jugendfreundin, und Rachel Gist, eine Solistin aus den Clubs in Harlem, ergänzt. Dellas Freund Chris Townes wurde ihr Lehrer, Arrangeur, Pianist und Songwriter. Die Gruppe spielte etwa ein Jahr lang in kleinen Clubs, wann immer sie konnte. 1951 lud Della Griffin Jerry Blaine, den Besitzer von Jubilee Records, ein, sich die Gruppe anzuhören. Blaine war von der Gruppe so beeindruckt, dass er mit ihnen bereits am nächsten Tag einen Vertrag abschloss. Die ersten Songs, die sie aufnahmen, waren Today Is Your Birthday, How Could You Break My Heart, I’ve Lost, Housewife Blues und You Know I’m Not in Love With You. Im Januar 1952 veröffentlichten The Enchanters ihr erstes Album bei Jubilee Records. Sie begannen, durch die Vereinigten Staaten zu touren und erhielten vom Publikum positive Resonanz. Ab März 1952 wurden sie durch die Shaws Artist Corporation vertreten. Noch 1952 erschien bei Jubilee Records ihr zweites Album. Kurz danach verließen Rachel Gist und Pearl Brice die Gruppe.
Della Griffin und Frances Kelley ersetzen Rachel Gist und Pearl Brice durch Gloria Alleyne und Sherry Gary von den Dorsey Sisters. Mit den neuen Mitgliedern nahm die Gruppe auch einen neuen Namen an. Sie benannten sich nach dem Vornamen ihrer Leadsängerin und Schlagzeugerin The Dell-Tones. Griffin war die erste weibliche Schlagzeugerin in einer bekannten Musikgruppe. Der erste von drei Ehemännern Griffins, Jimmy Simpson, managte die Gruppe und handelte einen Plattenvertrag mit Brunswick Records aus. Dort nahmen sie 1953 Yours Alone und My Hearts on Fire auf. Schon bald darauf beschlossen The Dell-Tones das Label zu verlassen und unterschrieben einen Plattenvertrag mit Eddie Hellers Rainbow Records. Dort nahmen sie I’m Not in Love With You und Little Short Daddy auf. Anschließend begaben sie sich auf ihre Night Train Tour zusammen mit Jimmy Forrest. Frances Kelley, Gloria Alleyne und Sherry Gary verließen The Dell-Tones und wurden durch Algie Willie, Shirley Bunnie Foy und Renee Stewart ersetzt. In der neuen Besetzung unterzeichneten The Dell-Tones einen Plattenvertrag bei Baton Records und nahmen Don’t Be Long, Baby Say You Love Me, My Special Love und Believe It auf. Im Jahr 1955 wurde Stan Pat neuer Manager der Dell-Tones und sie tourten durch Kanada. Nach der Tour verließen Gloria Bell und Chris Townes die Gruppe. Die Dell-Tones fusionierten mit Sonny Til und seiner Gruppe The Orioles, und die neue Band bestand aus Della Griffin, Sonny Til, Dellas zweitem Ehemann Paul Griffin, Diz Russell, Jerry Holeman, Aaron „Tex“ Cornelius, Billy Adams, Shirley Bunnie Foy, Renee Stewart und Algie Willie. Die neue Gruppe trat in mehreren New Yorker Clubs auf und nahm 1957 Voices of Love und I’m so Lonely auf. Dann lösten sich die Dell-Tones auf, und Della Griffin begann alleine aufzutreten.

### Solokarriere
Im Laufe der Jahre hatte sie viele Tourneen und begleitete viele Künstler, darunter Jimmy Forrest, Sonny Stitt, Benny Green, Illinois Jacquet und ihre Schwägerin Etta Jones. Nachdem sie die Dell-Tones verlassen hatte, ermutigte sie Paul Griffin, ihr damaliger Ehemann, sich etwas mehr Zeit für ihre Familie zu nehmen. Nach der Scheidung von Paul Griffin trat Della wieder in Clubs in New York City auf, darunter The Blue Note und The Blue Book, wo sie viele Jahre blieb.
Im Jahr 1984 musste Griffin eine weitere Pause von ihrer Musikerkarriere machen, nachdem sie von einem Auto angefahren worden war und dabei schwere Verletzungen erlitt. Nach ihrer Genesung trat sie wieder auf, vor allem als Sängerin, da ihr dies mehr Aufmerksamkeit sicherte als das Schlagzeugspiel. Im Alter von 65 Jahren nahm sie ihr erstes Album unter eigenem Namen mit Tenorsaxophonist Houston Person auf. Sie spielte in Übersee, einschließlich eines Auftritts 1998 auf dem Alandia Jazz Festival in Finnland.

### Persönliches
Griffin war dreimal verheiratet: zuerst mit dem Enchanters-Manager Jimmy Simpson, dann mit dem Dell-Tones-Pianisten Paul Griffin und schließlich ein letztes Mal mit Jimmy Walker. Sie hatte keine eigenen Kinder, sie war aber Pflegemutter von mehr als einem Dutzend Pflegekindern. Sie wurde eine enge Freundin von Billie Holiday, deren Ehemann nach Billies Tod jede Woche Auftritte von Della Griffin hörte, weil ihre Stimme ihn an Billie Holiday erinnerte.

## Diskografische Hinweise
- Sings (Dobre Records, 1978)[4]
- I’ll Get By (Muse Records, 1990)[4]
- Travelin' Light (Muse, 1992)[4]
- The Very Thought of You (Savant, 1998)[4]